# 234 v.Chr.
Het jaar 234 v.Chr. is een jaartal volgens de christelijke jaartelling.

## Gebeurtenissen

### Griekenland
- Demetrius II van Macedonië plundert in Aetolië de stad Pleuron.

### Carthago
- Hamilcar Barkas breidt zijn invloed uit over Zuid-Spanje, hij voert met Iberische stammen handelsbetrekkingen en rekruteert voor het Carthaagse leger o.a. Gallische huurlingen.

### Europa
- Koning Edadus (234 - 229 v.Chr.) volgt zijn broer Fulgenius op als heerser van Brittannië.

### China
- Qin Shi Huangdi laat de reeds aanwezige fortificaties van de Chinese Muur (6.200 km lang) aan de noordgrens van China versterken en uitbreiden naar het oosten tot aan de zee. De Xiongnu (Mongoolse nomadenstammen) worden gedwongen hun plundertochten te staken.

## Geboren
- Mao Dun (~234 v.Chr. - ~174 v.Chr.), nomadenleider en koning van het Xiongnu-rijk
- Marcus Porcius Cato Censorius maior (~234 v.Chr. - ~149 v.Chr.), Romeins consul en staatsman
- Xiang Yu (~234 v.Chr. - ~202 v.Chr.), rebellenleider en generaal van de Chu-staat